# Зимовка
Зимовка или обична зимовка или евроазијска зимовка (лат. Pyrrhula pyrrhula) је мала птица која припада реду врапчарки (лат. Passeriformes) из породице зеба (лат. Fringillidae). У англофоној Европи позната је једноставно као зимовка пошто је била прва птица која је добила ово име, док се на нашим просторима још користе и имена кимплин, гимпла и зимница (нарочито у Хрватској).

## Таксономија и систематика
Таксономија зимовки је описана 2001. године од стране Арнајз-Вилене et al. Најближи рођак овом роду је Pinicola (велика рујница/трешњар и зеба гримизног чела).

### Подврсте
Описане подврсте укључују:
- (1837) — Британска острва
- (1816) — западна и средња Европа
- (1951) — планине југозападне Француске, северног Португала и северне Шпаније[1][2]
- (1758) — северна, јужна, централна и источна Европа преко Сибира и средње Азије до Охотског мора
- (1900) — Турска, Кавказ и северозападни Иран
- (1908) — Азербејџан и северни Иран
- (1872) (Бајкалска зимовка) — Сибир, североисточни Казахстан, Монголија и Кина
- (1869) — Руски Далеки исток и североисток Кине
- (1841) — Руски Далеки исток, Кина, Кореја и Јапан[1][2]

Азорска зимовка, претходно сматрана подврстом евроазијске зимовке, сада се третира као различита врста.

## Опис
Зимовка је мала тврдоглава птица певачица величине од 14,5 цм до 16 цм. Леђа су јој светлосиве боје, а глава, кратки дебели врат, реп и доњи крајеви крила изразито су црни. Код мужјака су прса црвена, а код женки и младих сиво-браон. Зимовка има продоран, дубоки звиждук „дју”, који је основа тихог, шкрипутавог, често тросложног звиждућег гласа. За разлику од осталих зеба, зимовке не певају лепо.

## Разножавање, станишта и исхрана
Зимовке се размножавају широм Европе и Азије. Већина их припада групи птица станарица, али значајан број зимовки са севера су селице које мигрирају у топлије јужне крајеве током зиме. Мешовите шуме са неколико четинара су идеална боравишта ових птица, али ни паркови и баште нису искључени као станишта или узгајалишта.
Зимовке своје гнездо граде углавном од једног до два метра од тла, по могућности у грмљу вишем и ширем од четири метра, живици, ниском растињу или ниским гранама смрче, евентуално јеле. Сезона парења траје од почетка маја до средине јула, а у том периоду један пар може направити и до три легла. Сперматозоиди мужјака већине врапчарки имају заобљену главу са тупим отвореним акрозомом. По сваком леглу женка снесе 4—5 јаја која су светлоплава са тамноцрвеним тачкицама. На јајима женка лежи 13—15 дана.
Када се након овог периода из јаја излегу птићи, родитељи их хране инсектима, семењем или пупољцима воћака. Док женка лежи у гнезду, мужјак је храни; касније, када се птићи излегу и ојачају, мужјак и женка их настављају хранити заједно. Пепео и глога су подобни као храна у јесен и рану зиму, Ако се птице узгајају у шуми или на посебно одређеном месту, кељ, квиноа и просо су најбољи избор хране, поред оне коју птице могу пронаћи саме у високом растињу и шуми.

## Понашање и екологија
Зимовке се најчешће не групишу у огромна јата већ у парове или мања породична јата која у пролеће могу имати и до педесетак јединки. Најчешће се налазе у шумама, а ретко их се може видети на тлу. Ако бораве у близини воћњака, хране се младим пуповима те веома често направе велике штете. Уколико се размноже, може се догодити да униште цео урод на одређеном поседу.